# آزمایش‌های انسانی نازی

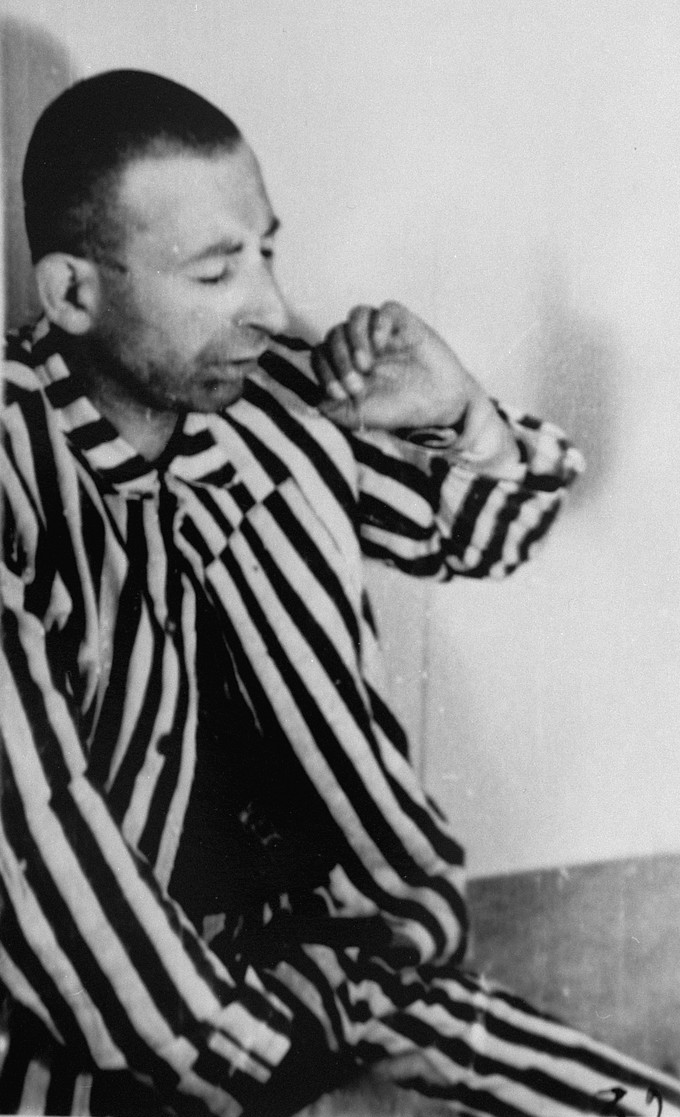
«یک زندانی یهودی در یک محفظه ویژه به تغییرات فشار هوا در آزمایش‌های ارتفاع بالا واکنش نشان می‌دهد. برای کمک به لوفت‌وافه، شرایطی شبیه‌سازی شده مشابه آنچه در ارتفاع ۱۵,۰۰۰ متری [۴۹,۰۰۰ فوت] وجود دارد ایجاد شد تا بررسی شود آیا خلبانان آلمانی می‌توانند در آن ارتفاع زنده بمانند.»

آزمایش‌های انسانی نازی رشته آزمایش‌های پزشکی بر شمار زیادی از زندانیان، از جمله کودکان، به وسیلهٔ آلمان نازی در اردوگاه‌های کار اجباری آلمان نازی در اوایل تا میانهٔ دههٔ ۱۹۴۰ در جریان جنگ جهانی دوم و هولوکاست بود. جمعیت‌های هدف اصلی شامل کولی، سینتی، لهستانی، اسرای شوروی، آلمانی‌های معلول، و بیش از همه، یهودیان از سرتاسر اروپا می‌شد.
پزشکان نازی و دستیارانشان زندانیان را مجبور به شرکت در آنها می‌کردند؛ آنها با میل خود داوطلب نمی‌شدند و اجازه‌ای برای این کار نمی‌دادند. نوعاً، آزمایش‌ها منجر به مرگ، ترومای حاد، مسخ یا معلولیت دائمی، می‌شدند و در زمرهٔ شکنجه پزشکی قرار می‌گیرند.
در اردوگاه آشویتس و دیگر اردوگاه‌ها، با هدایت ادوارد ویرتس، زندانیان برگزیده تحت آزمایش‌های متفاوت آسیب زایی قرار می‌گرفتند که طراحی شده بود تا به کارکنان نظامی آلمان در شرایط رزمی کمک کند، سلاح‌های جدید توسعه دهد، در بازیابی کارکنان نظامی مجروح کمک کند، و به پیشبرد ایدئولوژی نژادی نازی کمک کند. آریبرت‌هایم آزمایش‌های مشابهی را در اردوگاه کار اجباری ماوتهاوزن انجام می‌داد. کارل وارنت برای انجام آزمایش‌های بر زندانیان همجنسگرا برای «درمان» همجنسگرایی شناخته می‌شود.
پس از جنگ، این جرایم در آنچه به دادگاه پزشکان مشهور شد محاکمه شدند، تنفر از سوء استفاده‌ها منجر به ایجاد آئین‌نامه نورنبرگ اخلاق پزشکی شد. پزشکان نازی در دادگاه پزشکان استدلال کردند که ضرورت نظامی آزمایش‌های شکنجه آمیزشان را توجیه می‌کرده و قربانیانشان را با تلفات جانبی بمباران‌های متفقین مقایسه می‌کردند؛ ولی این دفاع که از سوی دادگاه رد شد قابل اعمال به آزمایش‌های یوزف منگله بر دوقلوها که بر کودکان انجام می‌شد و ارتباطی با ضرورت نظامی نداشت قابل اعمال نیست.

## پیامدها
سخنان ثبت‌شده از هاینریش هیملر شامل عباراتی مانند این است: «این تحقیقات... می‌توانند با کارایی ویژه‌ای توسط ما انجام شوند، زیرا من شخصاً مسئولیت تأمین افراد غیراجتماعی و جنایتکارانی را که فقط شایسته مرگ هستند، از اردوگاه‌های کار اجباری برای این آزمایش‌ها برعهده گرفتم.» بسیاری از افرادی که تحت آزمایش‌های نازی‌ها قرار گرفتند، در اثر این آزمایش‌ها جان باختند، و بسیاری دیگر پس از اتمام آزمایش‌ها به قتل رسیدند تا اثرات آن‌ها پس از مرگ بررسی شود (کالبدگشایی). کسانی که زنده ماندند، اغلب با نقص‌های جسمانی دائمی، بدن‌هایی ضعیف و آسیب‌های روانی شدید به زندگی ادامه دادند. در ۱۹ اوت ۱۹۴۷، پزشکان دستگیرشده توسط نیروهای متفقین در دادگاه پزشکان (USA vs. Karl Brandt et al.) محاکمه شدند. در این دادگاه، برخی از پزشکان به دفاع از خود ادعا کردند که هیچ قانون بین‌المللی در مورد آزمایش‌های پزشکی وجود ندارد. برخی دیگر حتی مدعی شدند که به نفع بشریت کار کرده‌اند. یک پزشک اس‌اس نقل‌قول کرد که «یهودیان مانند آپاندیس عفونی در بدن اروپا بودند» و استدلال کرد که با حذف آن‌ها به جهان خدمت کرده است.
موضوع رضایت آگاهانه پیش‌تر در سال ۱۹۰۰ در پزشکی آلمان جنجالی شده بود، زمانی که آلبرت نایسر بدون رضایت بیماران (عمدتاً روسپی‌ها) آن‌ها را به سیفلیس آلوده کرد. با وجود حمایت جامعه دانشگاهی از نایسر، افکار عمومی، به رهبری روانپزشک آلبرت مول، علیه او بود. نایسر نهایتاً توسط دادگاه انضباطی سلطنتی جریمه شد، اما مول نظریه‌ای حقوقی و مبتنی بر قرارداد برای رابطه بیمار و پزشک توسعه داد که هرگز به قانون آلمان تبدیل نشد. در نهایت، وزیر امور مذهبی، آموزشی و پزشکی دستوری صادر کرد که طبق آن هرگونه مداخله پزشکی، به جز برای تشخیص، درمان یا ایمن‌سازی، در صورتی که فرد زیر سن قانونی باشد، یا به دلایل دیگر صلاحیت نداشته باشد، یا بدون «رضایت صریح» پس از «توضیح کامل عواقب احتمالی منفی» مداخله، تحت هر شرایطی ممنوع است. با این حال، این دستور از نظر قانونی الزام‌آور نبود.
در پاسخ به این مسائل، دکترهای لئو الکساندر و اندرو کانوی آیوی، نمایندگان انجمن پزشکی آمریکا در محاکمه پزشکان، یادداشتی ده‌ماده‌ای با عنوان «آزمایش‌های پزشکی مجاز» تدوین کردند که بعداً به «کد نورنبرگ» معروف شد. این کد استانداردهایی مانند رضایت داوطلبانه بیماران، اجتناب از درد و رنج غیرضروری، و اعتقاد به اینکه آزمایش منجر به مرگ یا معلولیت نمی‌شود را خواستار شد. با این حال، این کد در هیچ یک از احکام علیه متهمان ذکر نشد و هرگز به قانون پزشکی آلمان یا آمریکا تبدیل نشد. این کد از دادگاه‌های نورنبرگ سرچشمه گرفت، جایی که برخی از جنایتکارترین رهبران نازی به دلیل جنایات جنگی محاکمه شدند.

### مسائل اخلاقی مدرن
اندرو کانوی آیوی اظهار داشت که آزمایش‌های نازی‌ها هیچ ارزش پزشکی نداشتند. با این حال، داده‌های حاصل از این آزمایش‌ها در زمینه‌های مختلفی استفاده شده یا برای استفاده در نظر گرفته شده‌اند، که اغلب بحث‌برانگیز بوده است. برخی به دلایل اخلاقی با استفاده از این داده‌ها مخالفت می‌کنند و روش‌های به‌دست‌آوردن آن‌ها را محکوم می‌کنند، در حالی که دیگران این تحقیقات را به دلایل علمی، به دلیل ناسازگاری‌های روش‌شناختی، رد کرده‌اند. کسانی که از استفاده از داده‌ها حمایت می‌کنند، استدلال می‌کنند که اگر این داده‌ها ارزش عملی برای نجات جان انسان‌ها داشته باشند، استفاده نکردن از آن‌ها نیز غیراخلاقی است. آرنولد اس. رلمان، سردبیر مجله پزشکی نیوانگلند از سال ۱۹۷۷ تا ۱۹۹۱، اجازه نداد هیچ مقاله‌ای که به آزمایش‌های نازی‌ها ارجاع دهد در این مجله منتشر شود.

من نمی‌خوام از داده‌های نازی‌ها استفاده کنم، اما هیچ داده دیگه‌ای وجود نداره و در دنیای اخلاقی هم نخواهد بود... استفاده نکردن ازش هم به همان اندازه بد است. من سعی می‌کنم ازش چیزی سازنده بسازم.

دکتر جان هیوارد، در توجیه استفاده از آزمایش‌های انجماد داخاو در تحقیقات خود
نتایج آزمایش‌های انجماد داخاو در تحقیقات اواخر قرن بیستم درباره درمان هیپوترمی (افت دمای بدن) استفاده شده است؛ تا سال ۱۹۸۴، حداقل ۴۵ انتشارات به این آزمایش‌ها ارجاع داده بودند، هرچند اکثر انتشارات در این زمینه به این داده‌ها اشاره نکردند. افرادی مانند رابرت پوزوس از دانشگاه مینه‌سوتا و جان هیوارد از دانشگاه ویکتوریا از استفاده از این داده‌ها حمایت کرده‌اند. اما رابرت برگر در بررسی این آزمایش‌ها در سال ۱۹۹۰ نتیجه گرفت که این مطالعه «همه ویژگی‌های یک تقلب علمی» را دارد و داده‌های آن «نمی‌توانند علم را پیش ببرند یا جان انسان‌ها را نجات دهند.»
در سال ۱۹۸۹، سازمان حفاظت محیط زیست آمریکا (EPA) در نظر داشت از داده‌های نازی‌ها درباره اثرات گاز فسژن استفاده کند، با این باور که این داده‌ها می‌توانند به سربازان آمریکایی مستقر در خلیج فارس کمک کنند. اما در نهایت به دلیل احتمال انتقادات و امکان به‌دست‌آوردن داده‌های مشابه از مطالعات بعدی روی حیوانات، از این کار منصرف شدند. باروخ کوهن، در مقاله‌ای برای قانون یهود، نتیجه گرفت که واکنش سریع EPA برای رد استفاده از این داده‌ها «معمولی اما غیرحرفه‌ای» بود و استدلال کرد که این داده‌ها می‌توانستند جان انسان‌ها را نجات دهند.